# Ле Рој (Минесота)
Ле Рој (енгл. Le Roy) град је у америчкој савезној држави Минесота.

## Демографија
По попису из 2010. године број становника је 929, што је 4 (0,4%) становника више него 2000. године.
| Група             | 2000.       | 2010.       |
| Белци             | 910 (98,4%) | 919 (98,9%) |
| Афроамериканци    | 1 (0,1%)    | 0 (0,0%)    |
| Азијати           | 1 (0,1%)    | 1 (0,1%)    |
| Хиспаноамериканци | 9 (1,0%)    | 5 (0,5%)    |
| Укупно            | 925         | 929         |